# گفتگو با زنان دیگر
گفتگو با زنان دیگر (به انگلیسی: Conversations with Other Women) فیلمی محصول سال ۲۰۰۵ و به کارگردانی هانس کانوسا است. در این فیلم بازیگرانی همچون هلنا بونهام کارتر، آرون اکهارت، نورا زهتنر، اولیویا وایلد و گابریل زوین ایفای نقش کرده‌اند.